# هشام المشيشي
هشام المشيشي (بوسالم، يناير 1974-) سياسي تونسي ورئيس الحكومة التونسية منذ 2 سبتمبر 2020 حتى إعفاءه بتاريخ 25 يوليو 2021. تقلد عدة مناصب في الدولة أبرزها منصب رئيس الحكومة التونسية ووزير الداخلية.
تم تكليفه من قبل رئيس الجمهورية قيس سعيد للقيام بتشكيل حكومة جديدة بعد أن قدم رئيس الحكومة السابق إلياس الفخفاخ إستقالته. نالت التشكيلة الحكومية التي اقترحها ثقة البرلمان في يوم 02 سبتمبر 2020. وأصدر الرئيس قيس سعيد قرارًا بإعفاءه عن منصبه في 25 يوليو 2021، وذلك في الأزمة السياسية التونسية.

## السيرة الذاتية

### الدراسات
هشام المشيشي حاصل على شهادة الأستاذية في القانون من كلية الحقوق والعلوم السياسية بتونس التابعة لجامعة تونس المنار، وكذلك على شهادة ختم الدراسات بالمرحلة العليا للمدرسة الوطنية للإدارة بتونس وعلى ماجستير في الإدارة العامة من المدرسة الوطنية للإدارة بفرنسا.

### المسار المهني والسياسي

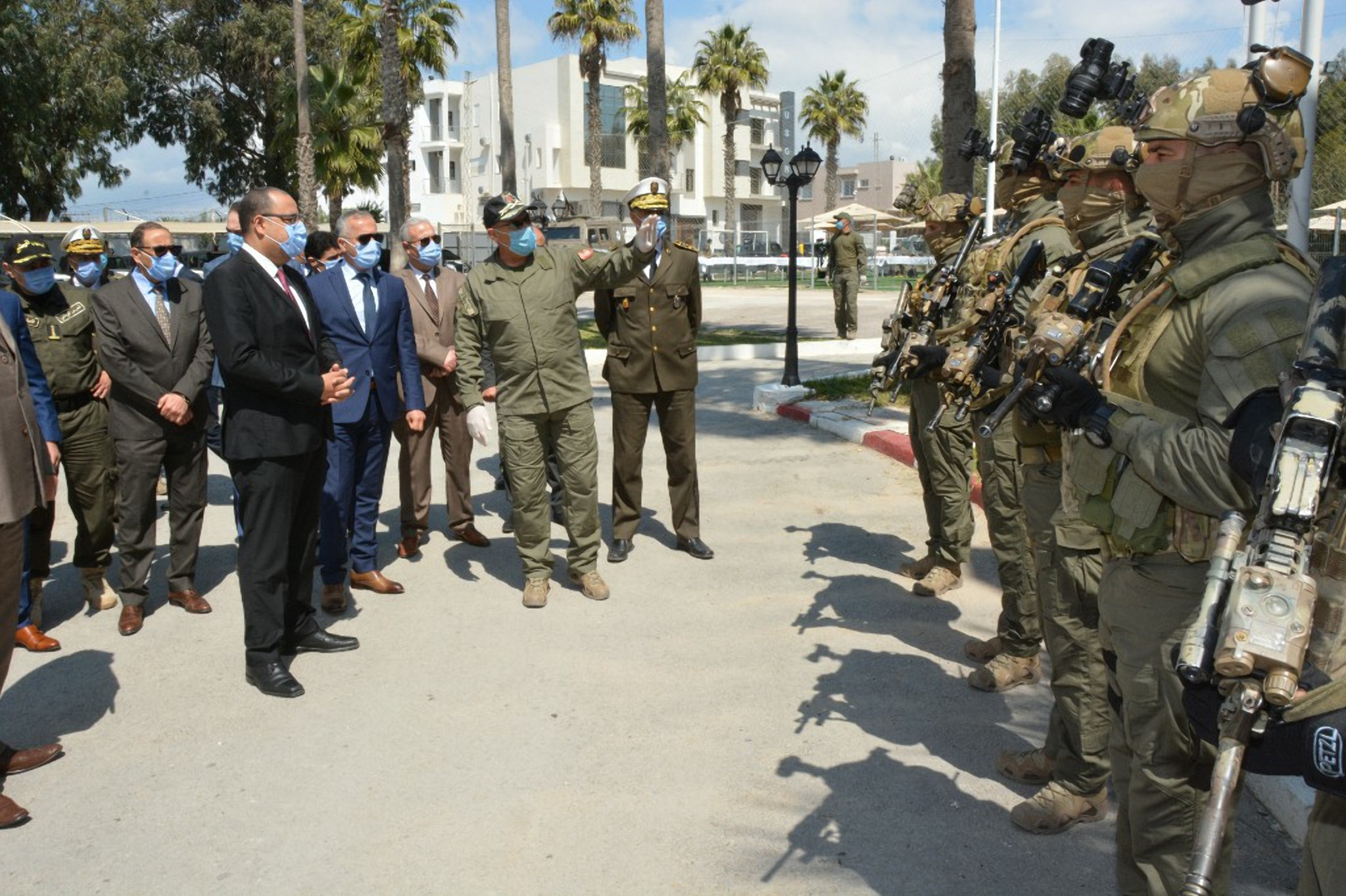
المشيشي كوزير داخلية في زيارة لمقر الوحدة المختصة للحرس الوطني أثناء الحجر الصحي 2020.

بعد الثورة التونسية في 2011، كان هشام المشيشي عضوا في لجنة تقصي الحقائق عن الفساد والرشوة التي ترأسها عبد الفتاح عمر. عين في 2014 رئيسا لديوان وزير النقل، ثم تقلد نفس المنصب في وزارة شؤون المرأة ثم وزارة الشؤون الاجتماعية ثم وزارة الصحة. عين بعدها مديرا عاما للوكالة الوطنية للرقابة الصحية والبيئية للمنتجات.

عينه الرئيس قيس سعيد مستشارا أولا له مكلفا بالشؤون القانونية في 11 فبراير 2020، قبل أن يصبح في 27 فبراير الموالي وزيرا للداخلية في حكومة إلياس الفخفاخ. 

في 25 يوليو 2020، اختاره الرئيس قيس سعيد لمنصب رئيس الحكومة.
فقرر تشكيل حكومة تكنوقراط مستقلة عن الأحزاب في خطوة تهدف إلى النأي عن الصراعات السياسية وإنعاش الاقتصاد المتعثر.
وضمت تشكيلة الحكومة الجديدة 28 عضوا، ما بين وزير ووزير دولة. وسبق للمشيشي أن عرض قائمة الوزراء على الهيئة الوطنية لمكافحة الفساد للتثبت من خلو سجلاتهم من أية شبهات فساد أو تضارب مصالح، أو قضايا تهرب ضريبي. وحدد يوم غرة سبتمبر كموعد جلسة منح الثقة للحكومة المقترحة ويوم 02 سبتمبر تم منح حكومته الثقة.
أدت سياسات حكومته إلى دخول الدولة التونسية في أزمة سياسية منذ 25 يوليو 2021 تسببت في إقالته وحل حكومته وتعليق اختصاصات البرلمان لأول مرة في تاريخ البلاد.